# Silvia Felt
Silvia Felt (* 15. Juni 1977 in Weinheim als Silvia Balbach) ist eine ehemalige deutsche Duathletin und Triathletin. Sie ist Ironman-Siegerin (2011) und Deutsche Vizemeisterin auf der Triathlon-Mitteldistanz (2018).

## Werdegang
Silvia Balbach war in ihrer Jugend als Handballerin aktiv und gewann 1994 die deutsche Vizemeisterschaft der B-Jugend.
2004 begann sie mit Triathlon auf der olympischen Distanz (1,5 km Schwimmen, 40 km Radfahren und 10 km Laufen) und startete 2008 in Roth erstmals auf der Langdistanz (3,86 km Schwimmen, 180,2 km Radfahren und 42,195 km Laufen).

2008 wurde sie in Florida Zweite in ihrer Altersklasse W30–34 bei der Ironman 70.3 World Championship (1,9 km Schwimmen, 90 km Radfahren und 21,1 km Laufen).
2009 konnte sie sich in Zürich für einen Startplatz beim Ironman Hawaii qualifizieren und erreichte dort den 26. Rang.

Im Juli 2010 wurde sie viertschnellste Frau insgesamt und schnellste Amateurin bei der Ironman European Championship. Im Oktober wurde sie beim Ironman Hawaii Zweite in ihrer Altersklasse (W30–34). Sie startete für die TG Neuss.
Im April 2011 verpasste sie knapp das Podest und wurde Vierte im Ironman South Africa. In Nizza konnte sie im Juni 2011 ihren ersten Ironman-Sieg erzielen. Silvia Felt startete von 2011 bis 2013 als Profi. Sie wurde trainiert von Helmut Dollinger, dem Mann der ehemaligen österreichischen Triathletin Eva Maria Dollinger (* 1978). Im August 2016 wurde sie Dritte bei der Challenge Regensburg.

### Deutsche Vizemeister Triathlon Mitteldistanz 2018
Im Juni 2018 wurde die damals 40-Jährige in Ingolstadt Deutsche Vizemeisterin auf der Triathlon-Mitteldistanz.
Im Oktober 2019 konnte die 42-Jährige nach 3:04:41 h den Mallorca-Marathon für sich entscheiden. Seit 2019 tritt Silvia Felt nicht mehr international in Erscheinung.

## Auszeichnungen
- Im Oktober 2009 wurde Silvia Balbach zu Weinheims Sportlerin des Jahres gekürt.[4]

## Sportliche Erfolge
| Datum/Jahr    | Rang | Wettbewerb                                         | Austragungsort  | Zeit        | Bemerkung |
| ------------- | ---- | -------------------------------------------------- | --------------- | ----------- | --- |
| 10. Juni 2018 | 2    | DTU Deutsche Meisterschaft Triathlon Mitteldistanz | Ingolstadt      | 04:32:53    | Deutsche Vizemeisterin auf der Mitteldistanz im Rahmen des Triathlon Ingolstadt                                                          |
| 11. Mai 2013  | 10   | Ironman 70.3 Mallorca                              | Alcúdia         | 04:38:52    | |
| 23. Sep. 2012 | 9    | Ironman 70.3 Pays d’Aix France                     | Aix-en-Provence | 04:52:45    | |
| 26. Aug. 2012 | 5    | Ironman 70.3 Salzburg                              | Zell am See     | 04:28:20    | bei der Erstaustragung |
| 22. Sep. 2011 | 11   | Ironman 70.3 Pays d’Aix France                     | Aix-en-Provence | 04:52:45    | |
| 14. Mai 2011  | 3    | Ironman 70.3 Mallorca                              | Alcúdia         | 04:34:04    | [ 5 ] |
| 5. Sep. 2010  | 2    | Cologne 226 Half                                   | Köln            | 04:17:34    | zweiter Rang beim Cologne Classic (1,9 km Schwimmen, 90 km Radfahren und 21 km Laufen) hinter der Siegerin Virginia Berasategui          |
| 22. Aug. 2010 | 3    | Viernheimer V-Card Triathlon                       | Viernheim       | 02:34:57    | dritter Rang beim Rhein-Neckar-Cup (1,5 km Schwimmen, 46 km Radfahren und 10 km Laufen)                                                  |
| 6. Juni 2010  | 3    | Challenge Kraichgau                                | Kraichgau       | 04:33:03    | dritter Rang hinter Rebekah Keat und der Finnin Tiina Boman                                                                              |
| 14. Juni 2009 | 3    | Maxdorfer Triathlon                                | Maxdorf         | 04:34:07    | hinter den beiden Profi-Athletinnen Katja Rabe und der Zweitplatzierten Nicole Woysch (2 km Schwimmen, 85 km Radfahren und 20 km Laufen) |
| 14. Nov. 2008 | 27   | Ironman 70.3 Clearwater – World Championship       | Clearwater      | 04:28:13    | Silbermedaille und damit Vizeweltmeisterin in der Altersklasse W30–34                                                                    |
| 2008          | 11   | Ironman 70.3 Germany                               | Wiesbaden       | 05:09:13    | Silbermedaille in der Altersklasse W30–34                                                                                                |
| 5. Aug. 2007  | 7    | HeidelbergMan                                      | Heidelberg      | 02:38:28    | |
| 21. Juli 2007 | 9    | Ladenburger RömerMan                               | Ladenburg       | 02:36:34    | |
| 2006          | 8    | Viernheimer Triathlon                              | Viernheim       | 02:49:31.94 | hinter der Siegerin Katja Schumacher über die olympische Distanz (1,5 km Schwimmen, 40 km Radfahren und 10 km Laufen)                    |

| Datum/Jahr    | Rang | Wettbewerb                                                   | Austragungsort    | Zeit     | Bemerkung |
| ------------- | ---- | ------------------------------------------------------------ | ----------------- | -------- | --- |
| 23. Sep. 2018 | 7    | ETU Challenge Long Distance Triathlon European Championships | Madrid            | 11:19:06 | ETU-Europameisterschaft Triathlon Langdistanz im Rahmen der Challenge Madrid |
| 14. Aug. 2016 | 3    | Challenge Regensburg                                         | Regensburg        | 09:48:17 | |
| 26. Mai 2013  | 9    | Ironman Brasil                                               | Florianópolis     | 09:40:02 | mit 4:48:10 neuer Streckenrekord auf der Radstrecke |
| 26. Juni 2011 | 1    | Ironman France                                               | Nizza             | 09:34:31 | erster Sieg auf der Ironman-Distanz mit Tagesbestzeit auf dem Rad (5:14:06 Stunden) |
| 10. Apr. 2011 | 4    | Ironman South Africa                                         | Port Elizabeth    | 09:24:31 | |
| 8. Okt. 2011  | 23   | Ironman Hawaii                                               | Hawaii            | 10:31:10 | |
| 24. Juli 2011 | 7    | Ironman Germany                                              | Frankfurt am Main | 09:26:21 | |
| 9. Okt. 2010  | 27   | Ironman Hawaii                                               | Hawaii            | 09:55:30 | Silvia Balbach erreichte als Vierte unter den Amateuren und als zweitschnellste Deutsche den Vizeweltmeistertitel in der Klasse W30–34.                                                 |
| 4. Juli 2010  | 4    | Ironman Germany                                              | Frankfurt am Main | 09:23:10 | Europameisterin der Amateure mit persönlicher Bestzeit auf der Langdistanz |
| 9. Okt. 2009  | 26   | Ironman Hawaii                                               | Hawaii            | 10:04:36 | Dritte in der AK W30–34 und viertschnellste Amateurin |
| 12. Juli 2009 | 8    | Ironman Switzerland                                          | Zürich            | 09:39:23 | Hinter der Siegerin Sibylle Matter landete Silvia Balbach als schnellste deutsche Athletin auf dem achten Rang und qualifizierte sich damit für einen Startplatz bei der WM auf Hawaii. |
| 13. Juli 2008 | 21   | Challenge Roth                                               | Roth              | 10:12:24 | Beim ersten Start auf der Langdistanz (3,86 km Schwimmen, 180,2 km Radfahren und 42,195 km Laufen) erreichte sie den 4. Rang in der AK30–34.                                            |

| Datum/Jahr | Rang | Wettbewerb              | Austragungsort | Zeit     | Bemerkung                                                                                        |
| ---------- | ---- | ----------------------- | -------------- | -------- | ------------------------------------------------------------------------------------------------ |
| 2009       | 1    | Hilpoltsteiner Duathlon | Hilpoltstein   | 01:39:59 | Siegerin neben dem schnellsten Mann Dorian Wagner (8 km Laufen, 30 km Radfahren und 3 km Laufen) |

| Datum/Jahr    | Rang | Wettbewerb                | Austragungsort | Zeit     | Bemerkung                                 |
| ------------- | ---- | ------------------------- | -------------- | -------- | ----------------------------------------- |
| 13. Okt. 2019 | 1    | Mallorca-Marathon         | Palma          | 03:04:41 |                                           |
| 26. März 2011 | 1    | Halbmarathon Duisburg     | Duisburg       | 01:21:17 | persönliche Halbmarathon-Bestzeit         |
| 25. Apr. 2010 | 1    | Heidelberger Halbmarathon | Heidelberg     | 01:29:30 | [ 21 ]                                    |
| 17. Mai 2009  | 1    | Ruhrmarathon              | Essen          | 03:15:37 | Siegerin West (von Oberhausen nach Essen) |
| 27. Apr. 2008 | 5    | Heidelberger Halbmarathon | Heidelberg     | 01:32:30 |                                           |

Silvia Balbach heiratete im August 2010  und startete seitdem als Silvia Felt. Sie hat an der Universität Bayreuth studiert und lebt mit ihrem Mann in München.